# Zimbabwe aux Jeux olympiques d'hiver de 2014
Le Zimbabwe participe aux Jeux olympiques d'hiver de 2014 à Sotchi en Russie du 7 au 23 février 2014. Il s'agit de sa première participation à des Jeux d'hiver. Le seul athlète zimbabwéen, le skieur alpin Luke Steyn (en), est 57e du slalom géant et ne termine pas le slalom.

## Délégation
La délégation zimbabwéenne, qui participe pour la première fois aux Jeux d'hiver, compte un skieur alpin : Luke Steyn (en), âgé de 20 ans. Il est accompagné d'un entraîneur, d'un physio et du chef de mission. Le Zimbabwe est l'un des trois pays africains, avec le Maroc et le Togo, à participer aux Jeux olympiques d'hiver de 2014.
| Sport     | Discipline | Hommes | Femmes | Total |
| --------- | ---------- | ------ | ------ | ----- |
| Ski       |            |        |        |       |
| Ski alpin | 1          | 0      | 0      |       |
| Total     | Total      | 1      | 0      | 1     |

## Préparation
Luke Steyn (en) est né à Harare, au Zimbabwe. Il a déménagé en Suisse à l'âge de deux ans quand son père était un employé de l'entreprise Rio Tinto et y a découvert la neige. Il a déménagé à Londres (Royaume-Uni) en 2000 et skiait lors de ses vacances en Suisse ou en France. Steyn participe à des compétitions internationales depuis 2008. Depuis 2012, il étudie à l'Université du Colorado à Boulder (États-Unis). Le Comité international olympique (CIO) lui a offert une bourse de 1 500 dollars par mois de juin 2013 à février 2014 pour l'aider à se qualifier pour les Jeux,,.
En janvier 2014, Luke Steyn est classé 1 659e mondial en slalom géant et 2 860e en slalom. Le règlement de qualification de la Fédération internationale de ski autorise les pays ne disposant d'aucun athlète classé dans les 500 meilleurs skieurs mondiaux à sélectionner un homme et une femme dans les épreuves techniques si ces derniers ont obtenu une moyenne inférieure à 140 points lors de cinq courses reconnues par la FIS. Steyn a obtenu sa qualification en participant à plusieurs épreuves notamment aux États-Unis, en Nouvelle-Zélande, en France et en Suisse.

## Cérémonies d'ouverture et de clôture
Selon la coutume, la Grèce, berceau des Jeux olympiques, ouvre le défilé des nations, tandis que la Russie, en tant que pays organisateur, ferme la marche. Les autres pays défilent selon leur ordre alphabétique en russe, langue officielle du pays organisateur et selon l'alphabet cyrillique. Le Zimbabwe est la 26e des 88 délégations à entrer dans le Stade olympique Ficht de Sotchi au cours du défilé des nations durant la cérémonie d'ouverture, entre la Dominique et Israël. Le porte-drapeau de l'équipe est le skieur Luke Steyn (en), seul athlète de la délégation.
La cérémonie de clôture a également lieu au Stade olympique Ficht. Les porte-drapeaux des différentes délégations entrent ensemble dans le stade olympique. Luke Steyn porte à nouveau le drapeau zimbabwéen.

## Épreuves de ski alpin
Luke Steyn termine 61e de la première manche du slalom géant masculin sur 79 classés, avec 11,12 secondes de retard sur le premier. Après la deuxième manche, il est 57e sur les 72 skieurs ayant terminé la course, à 21,26 secondes du vainqueur américain Ted Ligety. Steyn ne termine pas la première manche du slalom masculin.
| Athlète         | Épreuves     | Course 1               | Course 1 | Course 2               | Course 2 | Total                  | Total |
| Athlète         | Épreuves     | Temps                  | Rang     | Temps                  | Rang     | Temps                  | Rang  |
| --------------- | ------------ | ---------------------- | -------- | ---------------------- | -------- | ---------------------- | ----- |
| Luke Steyn (en) | Slalom       | DNF                    | -        | -                      | -        | -                      | -     |
| Luke Steyn (en) | Slalom géant | 1 min 32 s 20 (+11,12) | 61e      | 1 min 34 s 35 (+11,16) | 59e      | 3 min 06 s 55 (+21,26) | 57e   |